# Midt-Hanherred Pastorat
Midt-Hanherred Pastorat er et pastorat i Jammerbugt Provsti, Aalborg Stift med de fem sogne:
Pastoratet blev oprettet 1. juli 2020.
- Lerup Sogn
- Tranum Sogn
- Koldmose Sogn
- Torslev Sogn
- Øster Svenstrup Sogn

I pastoratet er der fem kirker
- Lerup Kirke
- Tranum Kirke
- Koldmose Kirke
- Torslev Kirke
- Øster Svenstrup Kirke